# Letiště Monastir
Letiště Monastir (také známé jako Mezinárodní letiště Habíba Burgiba Monastir, francouzsky Aéroport International de Monastir – Habib Bourguiba, arabsky مطار الحبيب بورقيبة الدولي‎, IATA: MIR, ICAO: DTMB) je letiště v Monastiru v Tunisku.
Nejčastěji je letiště využíváno charterovými leteckými společnostmi s turisty do hotelových komplexů na tuniském pobřeží. Slouží i jako hlavní letiště pro město Súsa.
V roce 2007 letiště odbavilo 4 279 802 pasažérů a patří mezi 10 největších afrických letišť. Jméno nese po prvním tuniském prezidentovi Habíbu Burgibovi.
Za druhé světové války letiště používala 81. stíhací skupina americké Dvanácté letecké armády během severoafrického tažení.